# Esmeralda (personage)
Esmeralda is een personage uit het boek De Klokkenluider van de Notre Dame van Victor Hugo (1831). Ze is een Franse Sinti (aan het einde van het boek wordt bekend dat haar biologische moeder Frans is), ze weet mannen te verleiden met haar (buik)dansvoorstellingen en wordt vaak vergezeld door haar geit Djali. In het boek is ze 16 jaar oud.

## In de Disneyfilm
Op een dag treedt (La) Esmeralda op, tijdens het jaarlijkse zottenfeest op het plein voor de Notre Dame. Daar raakt deken Claude Frollo onder de indruk van het meisje en laat zijn klokkenluider Quasimodo haar ontvoeren. Zij wordt dan gered door kapitein Phoebus, die haar weer terug brengt bij haar zigeunerfamilie.
Later op dezelfde avond komt Clopin (de leider van de zigeuners) in aanvaring met een verdwaalde dichter genaamd Pierre Gringoire. Deze wil, om problemen te voorkomen, ook zigeuner worden. Clopin vertelt hem dat dit alleen kan door middel van huwelijk, Esmeralda stemt om verdere problemen te voorkomen toe in een huwelijk met Gringoire.
Ondertussen wordt Quasimodo opgepakt als de vermeende ontvoerder en de volgende dag berecht aan de schandpaal. Het is Esmeralda die medelijden toont aan de mismaakte man door hem water te geven. Quasimodo wordt na enkele dagen van straf weer vrijgelaten en Frollo gebiedt hem voorgoed in de klokkentoren te blijven.
Enkele maanden later komt Esmeralda de verloofde van kapitein Phoebus tegen, Fleur-de-Lys. Die maakt haar na een korte woordenwisseling uit voor heks. Later die maand verklaart Esmeralda in de kathedraal haar liefde aan Phoebus. Die heeft zo zijn eigen bedoelingen, maar kust haar wel op de mond. Claude Frollo heeft alles zien gebeuren en ontsteekt in razernij. Hij pakt vervolgens een mes een steekt Phoebus neer. Esmeralda valt buiten het gezichtsveld van Frollo flauw. Wanneer ze weer bij kennis is, wordt zij beschuldigd van moord en hekserij. Ze wordt opgesloten in afwachting van haar vonnis. Frollo bezoekt haar in de gevangenis en vertelt haar over zijn obsessie en legt haar de keuze voor: zichzelf aan hem geven of de dood. Ze wijst hem af en kiest voor de galg. Frollo verlaat de cel vol emoties en verlaat de stad. De volgende dag als Esmeralda dreigt te worden opgehangen, komt Quasimodo uit de klokkentoren via een touw naar beneden gezwaaid en weet het meisje te bevrijden met de woorden: "gerechtigheid!".

## Achtergrond
Het verhaal speelt zich af in 1482 als Esmeralda 16 is. Dat betekent dat ze in 1466 geboren moet zijn. Hugo beschrijft dat ze als Agnes Guybertaut geboren is in Reims, uit een relatie die haar moeder Paquette als prostituee onderhield met een onbekende man. Hugo verwijst dat Esmeralda's vader van Egyptische afkomst is, waardoor ze vaak wordt afgebeeld met een wat donkere huidskleur.
Het meisje groeit enige tijd op bij haar moeder, maar wordt na enkele jaren ontvoerd door zigeuners die haar Esmeralda gaan noemen.
Het karakter van Esmeralda zou op Juliette Drouet gebaseerd kunnen zijn. Hugo zou pas in 1833 een relatie met haar krijgen, maar zou haar al bewonderd hebben tijdens het schrijven van het boek, als hij haar in societykringen ontmoet.

## In film
De verfilmingen van het boek zijn vaak korter, omdat de achtergronden van de personages wat minder worden uitgediept. De actrices die Esmeralda vertolkten zijn:
- Denise Becker, verfilming uit 1905
- Stacia Napierkowska, verfilming uit 1911
- Theda Bara, verfilming uit 1917
- Sybil Thorndike, verfilming uit 1922
- Patsy Ruth Miller, verfilming uit 1923
- Maureen O'Hara, verfilming uit 1939
- Gina Lollobrigida, verfilming uit 1956
- Michelle Newell, verfilming uit 1977
- Lesley-Anne Down, verfilming uit 1982
- Angela Punch McGregor (stem) verfilming uit 1986 (animatie)
- Demi Moore (stem) verfilming uit 1996 (van Disney) en het vervolg uit 2002
- Vera Mann (Nederlandse stem), verfilming 1996(van Disney)
- Salma Hayek, verfilming uit 1997 (als The Hunchback)
- Hélène Ségara 1997-2002, musical
- Mélanie Thierry, parodie uit 1999